# Monique (pornoherečka)
Monique (20. ledna 1975, San Diego), rodným jménem Shammara Abdul-Khaaliq je americká pornoherečka.

## Ocenění a nominace
- 2001 AVN Award nominee – Best Anal Sex Scene, Video – The Voyeur #17[1]
- 2002 AVN Award nominee – Best Sex Scene in a Foreign Release – Euro Angels Hardball 11 (Clark Euro Angel/Evil Angel) with Loureen Hill, Reapley, Mercedes, Hatman, Suzy, Leslie Taylor, Alberto Rey & David Perry[2]
- 2002 AVN Award nominee – Female Performer of the Year[2]
- 2003 AVN Award nominee – Best Anal Sex Scene, Video – D.P.G.'s[3]
- 2005 AVN Award nominee – Best Oral Sex Scene, Video – Black Ass Candy
- 2005 AVN Award nominee – Best Threeway Sex Scene, Video – The Pussy Is Not Enough 2[4]